# Werner Lamade
Werner Lamade (* 7. Oktober 1937) ist ein ehemaliger deutscher Basketball-Nationalspieler. Er wurde mit Heidelberg sechs Mal deutscher Meister. 

## Laufbahn
1957 gewann er mit dem USC Heidelberg den ersten deutschen Meistertitel der Vereinsgeschichte. Dies war zugleich der Anfangspunkt einer Meisterserie: Durchgängig bis 1962 wurde Lamade mit den Kurpfälzern deutscher Meister, also insgesamt sechs Mal in Folge. Dabei war Lamade stets Leistungsträger des USC. Er bestritt mit der Mannschaft auch Spiele im Europapokal.
Im November 1962 verließ er Heidelberg und zog des Berufs wegen nach Berlin und spielte fortan für die Mannschaft der Sportfreunde Neukölln. Im Frühjahr 1963 wurde er mit den Berlinern deutscher Vizemeister.

### Nationalmannschaft
1957 nahm Lamade mit der bundesdeutschen Nationalmannschaft an Ausscheidungsspielen für die Europameisterschaft teil. Insgesamt absolvierte er 21 Länderspiele.